# Vicenza
Vicenza je mesto v severovzhodni Italiji, središče pokrajine Vicenza v italijanski deželi Benečiji (Veneto), na severnem vznožju Monte Berico, ob reki Bacchiglione. Vicenza leži približno 60 kilometrov zahodno od Benetk in 200 km vzhodno od Milana.
Vicenza je cvetoče in svetovljansko mesto z bogato zgodovino in kulturo, ter številnimi muzeji, galerijami, trgi, vilami, cerkvenimi in elegantnimi renesančnimi palačami. S paladijevskimi vilami v okolici in njenim znamenitim Teatro Olimpico (olimpijsko gledališče), je "Palladijevo mesto" leta 1994 uvrstilo na Unescov seznam svetovne dediščine.
Vicenza je imela leta 2023 ok. 110.000 prebivalcev (2008 še 116.000), njeno metropolitansko območje pa 270.000. Je tretje največje italijansko industrijsko središče glede na vrednost izvoza in je eno najbogatejših mest v državi, v veliki meri zaradi svoje tekstilne in jeklarske industrije, ki zaposlujeta več deset tisoč ljudi. Poleg tega je v Vicenzi približno petina zlata in nakita v državi, kar v veliki meri prispeva h gospodarstvu mesta. Drug pomemben sektor je inženiring / računalniške komponente (Federico Faggin, co-izumitelj mikroprocesorja se je rodil v Vicenzi).

## Zgodovina

### Rimska doba
Vicentia  je bila naseljena z italskimi Euganei (Lat. Euganei, Euganeorum) plemeni, v 3. in 2. stoletju pred našim štetjem so sledila plemena Paleo-Veneti. Rimljani so se povezali s Paleo-Veneti v njihovem boju proti keltskim plemenom, ki so poseljevali severozahodno Italijo. Rimska prisotnost se je na tem območju hitro povečala in Paleo-Veneti (čigar kultura odseva etruščanske in grške vrednote bolj kot keltske), so bili postopoma asimilirani. Leta 157 pred našim štetjem je bilo mesto de facto rimski center in je dobil ime Vicetia ali Vincentia, kar pomeni "zmagali".
Prebivalstvo Vicentie je prejelo rimsko državljanstvo leta 49 pred našim štetjem. Mesto je imelo določen pomen kot postaja na pomembni poti od Mediolanuma (Milano) do Ogleja, v bližini Tergeste (Trst), in zasenčila svojo sosedo Patavium (Padova). Ostankov rimskega mesta je malo, rimskega izvora  so trije mostovi čez reki Bacchiglione in Retrone in osamljeni loki rimskega akvadukta zunaj Porta Santa Croce.
V zatonu Zahodnega rimskega cesarstva so tod pustošili Heruli, Vandali, Vizigoti, kakor tudi Huni, vendar se je mesto obnovilo po osvojitvi Ostrogotov v letu 489, preden padlo pod Bizanc. Prav tako je bilo pomembno langobardsko mesto in nato Frankovski center. Številni benediktinski samostani so bili zgrajeni na območju Vicenze od začetka 6. stoletja dalje.

### Srednji vek
Leta 899 so Vicenzo porušili madžarski konjeniki.
Leta 1001, Otto III., Sveti rimski cesar, preda vladanje nad mestom škofu. Mestna oblast, ki je imela priložnost za razvoj, se je kmalu ločila od škofovske oblasti. Aktivno so sodelovali v ligi z Verono in predvsem z Langobardsko ligo (1164-1167) proti cesarju Frideriku I. Barbarossi, ter prepričali Padova in Treviso, da se pridružita: njihov podestàt, Ezzelino II. il Balbo je bil kapetan lige. Ko je bil mir obnovljen so na dan privrela stara rivalstva s Padovo, Bassano in drugimi mesti, poleg tega so bile tudi notranja trenja med frakcijo iz Vivaresi (Gibelini) in Maltraversi (Gvelfi).
Tiranski Ezzelino III. iz Bassana je odpeljal Gvelfe iz Vicenze in nastavil svojega brata, Alberica, za podestà (1230). Samostojna komuna se je pridružila drugi langobardski ligi proti cesarju Frideriku II. in je bila odpuščena iz monarhije (1237), po tem pa pridružena h gospostvu Ezzelina. Po njegovi smrti je bila obnovljena stara oligarhična republiška politična struktura consiglio maggiore ("veliki svet"), štiristo članov in consiglio minore ("mali svet") s štirideset člani - in oblikovana liga s Padovo, Trevisom in Verono. Tri leta kasneje Vicentinci zaupajo zaščito mesta Padovi, da bi zagotovili republikansko svobodo; vendar ta protektorat (custodia) hitro postane gospostvo in iz tega razloga se Vicenza leta 1311 podredi Scaligerijem iz Verone, ki jo utrdijo proti Viscontijem iz Milana.
Vicenza je prišla pod vladavino Benetk leta 1404, zato se njena kasnejša zgodovina odvija v sklopu te. Oblegana je bila od cesarja Sigismunda, Maximilian I. jo je okupiral med letoma 1509 in 1516 a se je po miru v Noyonu vrnila k Benetkam.

### Moderna doba
Vicenza je bila kandidat za gostitelja tridentinskega koncila.
16. stoletje je bil čas Andrea Palladija, ki je zapustil veliko izjemnih primerov umetnosti palač in vil na območju mesta, ki je bilo pred prihodom Palladija verjetno najbolj zatirano in estetsko grdo mesto v Benečiji.
Leta 1976 so jo osvojili Francozi in po petih letih negotovosti, ter štirih letih avstrijske dominacije, preide leta 1805 v sestav Kraljevine Italije, kjer je postala glavno mesto pokrajine Bacchiglione. Leta 1815 je bila vključena v Kraljestvo Lombardije-Benetke, in je po tretji vojni za neodvisnost Italije, leta 1866 pripadla Italiji.
Območje Vicenze je bilo področje velikih bojev tako v prvi svetovni vojni (na Asiago planoti), kot v drugi svetovni vojni (središče italijanskega odpora), in je bila najbolj poškodovano mesto v Benečiji zaradi zavezniških bombnih napadov. Leta 1960 je bil celoten osrednji del Benečije priča močnemu gospodarskemu razvoju s pojavom malih in srednje velikih družinskih podjetij s široko paleto izdelkov, ki je bil znan pod imenom Miracolo del Nord-est (čudež na severovzhodu).
Vicenza je sedež Kopenske vojske Združenih držav Amerike Caserma Ederle, znana tudi kot US Army Garrison Vicenza. Leta 1965 je Caserma Ederle postala sedež za južno evropsko delovno skupino, ki vključuje 173. pehotno brigado (ZDA)  (173d Airborne Brigade). V januarju 2006 je bila v Vicenzi odprta Eurogendfor  (Evropean Gendarmerie Force). 

## Gospodarstvo
Okolica Vicenze je pretežno kmetijska. Glavni izdelki so vino, pšenica, koruza, oljčno olje (v območju Barbarano), češnje in beluši sta posebnost Bassana. Obstajajo tudi kamnolomi marmorja, rudnik žvepla, bakra in srebrna in ležišča lignita in kaolina; na pretek je mineralnih vrelcev, najbolj znan pa je Recoaro. Velika industrijska območja obkrožajo mesto in v veliki meri potekajo v zahodnem in vzhodnem zaledju, s številnimi tovarnami jekla in tekstila, ki se nahajajo na območju Montecchio Maggiore, Chiampo in Sovizzo na zahodu in Camisano Vicentino in Torri di Quartesolo na vzhodu. Elitna sektorja sta nakit in oblačila. Gold Exposition je svetovno znan in poteka v Vicenzi trikrat letno (januar, maj, september). Ostale panoge so še volna in svila, keramika in glasbila.

## Demografija
V letu 2007 je 114.268 ljudi prebivalo v Vicenzi, od katerih je bilo 47,6% moških in 52,4% žensk. Povprečna starost prebivalcev Vicenze je 43 v primerjavi z italijanskim povprečjem 42. V petih letih, med letoma 2002 in 2007 se je število prebivalcev povečalo za 3,72 odstotka, medtem ko je v Italiji kot celota zrasel za 3,85 odstotka.
V letu 2010 je bilo 83,5% prebivalcev Italijanov. Danes skoraj 100.000 državljanov Vicenze živi in dela v tujini. Največja priseljenska skupina prihaja iz drugih evropskih držav (največ iz Srbije, Romunije in Moldavije), Južne Azije (največ iz Bangladeša in Pakistana), podsaharske in Severne Afrike (največ iz Maroka). Mesto je pretežno katoliško, zaradi priseljevanja ima zdaj nekaj pravoslavnih in muslimanskih privržencev in Sikhov. 

## Znamenitosti
Leta 1994 je UNESCO vpisal »Vicenza, Palladijevo mesto« na svoj seznam svetovne dediščine. Leta 1996 je bil ta razširjen na paladijevske vile izven osrednjega območja in v skladu s tem preimenovan vpis v »Mesto Vicenza in Palladijeve vile v Benečiji«.

### Palladijeva dela
V Vicenzi je 23 stavb, ki jih je oblikoval Andrea Palladio. Najimenitnejše so:
- Villa Almerico Capra (znana kot La Rotonda), stoji v poslovnem delu mesta;
- Basilica Palladiana, stoji v središču mesta na Piazza dei Signori, za katerega je Palladio rekel, da bi jo lahko primerjal s kakšnim podobnim objektom iz antike
- Teatro Olimpico, oblikovan za Accademia Olimpica, začetek gradnje leta 1580, ko je Palladio umrl. Lesene scene so delo Vincenza Scamozzija;
- Palazzo Chiericati, sedež pinakoteke;
- Palazzo Barbaran da Porto, sedež Museo Palladio;
- Palazzo del Capitaniato, sedež mestne uprave;
- Palazzo Porto;
- Palazzo Porto in Piazza Castello (nedokončana);
- Palazzo Thiene Bonin Longare (gradil Vincenzo Scamozzi);
- Palazzo Thiene;
- Villa Gazzotti Grimani, v frazione Bertesina.

### Cerkve
Nekatere od glavnih zgodovinskih cerkva so:
- Stolnica v Vicenzi (cerkev Santa Maria Annunciata), iz začetku 11. stoletja in obnovljena v 13., 16., 19. in po pogubnem uničenju v drugi svetovni vojni; ima številne slike in skulpture, skoraj vsi Vicentinski umetniki; kupola in severna stranska vrata je izdelal Andrea Palladio.
- Bazilika samostana sv. Marije na Monte Berico. Izvedena v dveh fazah, najprej leta 1428, nato pa končana leta 1703, delo Carlo Borella, vključuje dve cerkvi iz dveh različnih obdobij: najprej v gotskem slogu, druga v klasičnem in baročnem slogu. V samostanu je velika slika Večerja svetega Gregorja Velikega, avtor Paolo Veronese. Zvonik (1826) je oblikoval Antonio Piovene. Stavba spominja na dve prikazovanji Device Marije, na pobožno žensko Vicenze in Vincenzo Pasini, ki je živela v vasi v pokrajini in osvobodila mesto strašne kuge.
- Bazilika Santi Felice in Fortunato, zgrajena v 4. stoletju na rimskem pokopališču in veličastno razširjena v 5. stoletju, za hrambo relikvij mučencev Feliksa in Fortunata. Po uničenju mesta in same cerkve s strani Madžarov v 9. stoletju, je bila obnovljena v 10. stoletju, delo škofa Rodolfa s podporo cesarja Otona II. To je paleokrščanska bazilika, sprva pravokotne oblike, nato podvojena in razdeljena na tri ladje. Benediktinci, po madžarskih vpadih, zgradijo novo krstilnico in polkrožno apsido in dodajo zvonik in rozeto, kot tudi vrsto slepih lokov in bizantinski križ spredaj. V baroku je cerkev temeljito spremenila svoj izgled,  obogatili so jo z oltarji in okrasjem, odstranjeni v obnovi iz dvajsetega stoletja, ki je stavbo vrnila nazaj na prejšnjo obliko. Zraven cerkve je majhen muzej z razstavo arheoloških najdb iz cerkve in bližnje rimske nekropole.
- Cerkev Santa Corona. Zgrajena v 13. stoletju po volji blaženega Jerneja iz Breganze, škofa Vicenze, da se ohrani ena od trnovih Kristusovih kron, od dominikancev, po smrti Ezzelino III. da Romano. To je ena izmed najstarejših in najpomembnejših cerkev v mestu, s slikarijami  Montagna (Magdelene),  Bellinija (Kristusov krst) in drugih; Kripta ima Valmaranovo kapelo, delo Palladia. Cerkev je bila obsežno obnovljena v letu 2012.
- San Giorgio in Gogna, ki je ena izmed najstarejših cerkva v mestu, zagotovo zgrajena pred letom 1000. Tako kot vse cerkve iz tega časa, je fasada  romanska. Zunanji zidovi so sestavljeni iz različnih materialov (opeka, kamen, marmor, vzeto iz drugih stavb), z jasno vidnim poreklom gradbenih obrti, ki jih je mogoče videti predvsem v poligonalni apsidi. Obnovljena je bila s strani škofije leta 2011.
- San Lorenzo (1280), ki so jo zgradili minoriti ob koncu 13. stoletja v gotskem langobardskem slogu. Nahaja se na osrednjem trgu Piazza San Lorenzo, vzdolž Corso Fogazzaro, v njej so grobnice mnogih slavnih Vicentinčanov.
- Santa Maria Nova. Zgrajena konec 16. stoletja, je edina verska arhitektura, ki jo je v mestu zasnoval in zgradil Palladio, poleg kapele Valmarana in omejenih posegov v stolnici.
- Santa Maria v Araceli (1244), ki jo je zasnoval Guarino Guarini v baročnem slogu, prej je pripadala Klarisam; vsebuje kipe  Orazio Marinalija  in  Cassettija in reprodukcije izvirnih oltarjev Piazzetta in  Tiepola (zdaj v Pinacotheca Civica).
- Santa Maria v Serviti, na Piazza Biade meji na Piazza dei Signori; gradnja se je začela v začetku 15. stoletja, pod vodstvom reda Servantov (Ordo Servorum Beatae Mariae Virginis). Cerkveni portal je bil narejen v studiu, kjer je delal Andrea Palladio na začetku svoje kariere in bi bil eno izmed njegovih prvih del. V samostanu je leta 1319 potekal čudeže sv. Filipa Benizi de Damianija.
- San Marco v San Girolamo (zgodnje 18. stoletje), pozno baročna cerkev zgrajena s strani karmeličank na osnovi prejšnjega samostana in cerkve Jesuati. Arhitekt ni znan, vendar pa se vidi vpliv sloga Benečana  Giorgia Massarija. Po Napoleonovi odpravi verskih redov in njihovih samostanov, je postal leta 1810 cerkev San Marco, ki je ena od najstarejših župnij v mestu. Hrani veliko del domačih in beneških umetnikov zgodnjega 18. stoletja, vključno z nekaterimi mojstrovinami. Zakristija hranni celotno originalno pohištvo.
- San Vincenzo, ki je posvečena sv. Vincencu Zaragozi - starodavni zavetnik Vicenze - gleda na Piazza dei Signori, nasproti Baziliki Palladiana, prekinja gladko teksturo Palazzo del Monte di Pietà. Cerkev je bila zgrajena med 14. in 18. stoletjem. Baročna fasada (1614-1617) ima dve loži s tremi loki, v korintskem  in kompozitnem slogu. V loži so Premagani Kristus s krono in žalujočimi angeli, delo Giambattista Albameseja, tudi avtor petih kipov v pedimentu. Za ložo je starodavna cerkev iz 1387, odmaknjena od stavbe v katero je vključena, z oltarjem obrnjenim proti vzhodu. Notranjost cerkve je bila spremenjena leta 1499 in ponovno v 18. stoletju, delo Francesco Muttonija, in obnovljena leta 1920. Hrani skrinjo Simone Sarego (14. stoletje), ima impresiven oltar, rokoko, delo Bernardo Tabaccoja in oltar s Pieta, mojstrovino mladega  Orazio Marinalija (1689). V portiku je rdeča marmorna stela z vtisnjeno staro uradno linearno mero Skupnosti Vicenza.
- Sant'Agostino. Zgrajena na starejših temeljih v 14. stoletju, je starodavni samostan svetega Avguština, ki se nahaja na zahodnem obrobju mesta, in daje svoje ime župniji in skupnosti. Samostanska cerkev je bila obnovljena v romanskem slogu, v času vladavine Can Grande della Scala med letoma 1322 in 1357. Cerkev ima bogato dekoracijo in veliko oltarno sliko iz leta 1404, delo Battista da Vicenza.
- Oratorij San Nicola da Tolentino. Končan leta 1678 od bratovščine sv. Nikolaja, in je kapela v kateri je serija slik, ki kažejo življenje svetnika, ter sodijo med najboljša baročna dela Vicenze.

### Profane stavbe
- Torre Bissara (stolpna ura) (1224–1446), 82m visok, je ena najvišjih stavb;
- Biblioteca Civica Bertoliana, javna knjižnica, ki jo je ustanovil grof Giovanni M. Bertolo, odprta 1708;
- Casa Pigafetta (1440), hiša Antonio Pigafetta;
- Pinacotheca Civica hiša hrani slike domačih umetnikov v paladijski Palazzo Chiericati..